# Ohmdenosaurus
Ohmdenosaurus là một chi khủng long, được Wild mô tả khoa học năm 1978.